# 海南球蛛
海南球蛛（学名：Theridion hainanensis）为球蛛科球蛛属的动物。在中国大陆，分布于海南等地，常生活于沿海仙人掌叶棉面。该物种的模式产地在海南三亚、琼海。
其种加词“hainanensis”意为“海南的”。